# Tomasz Rosiński

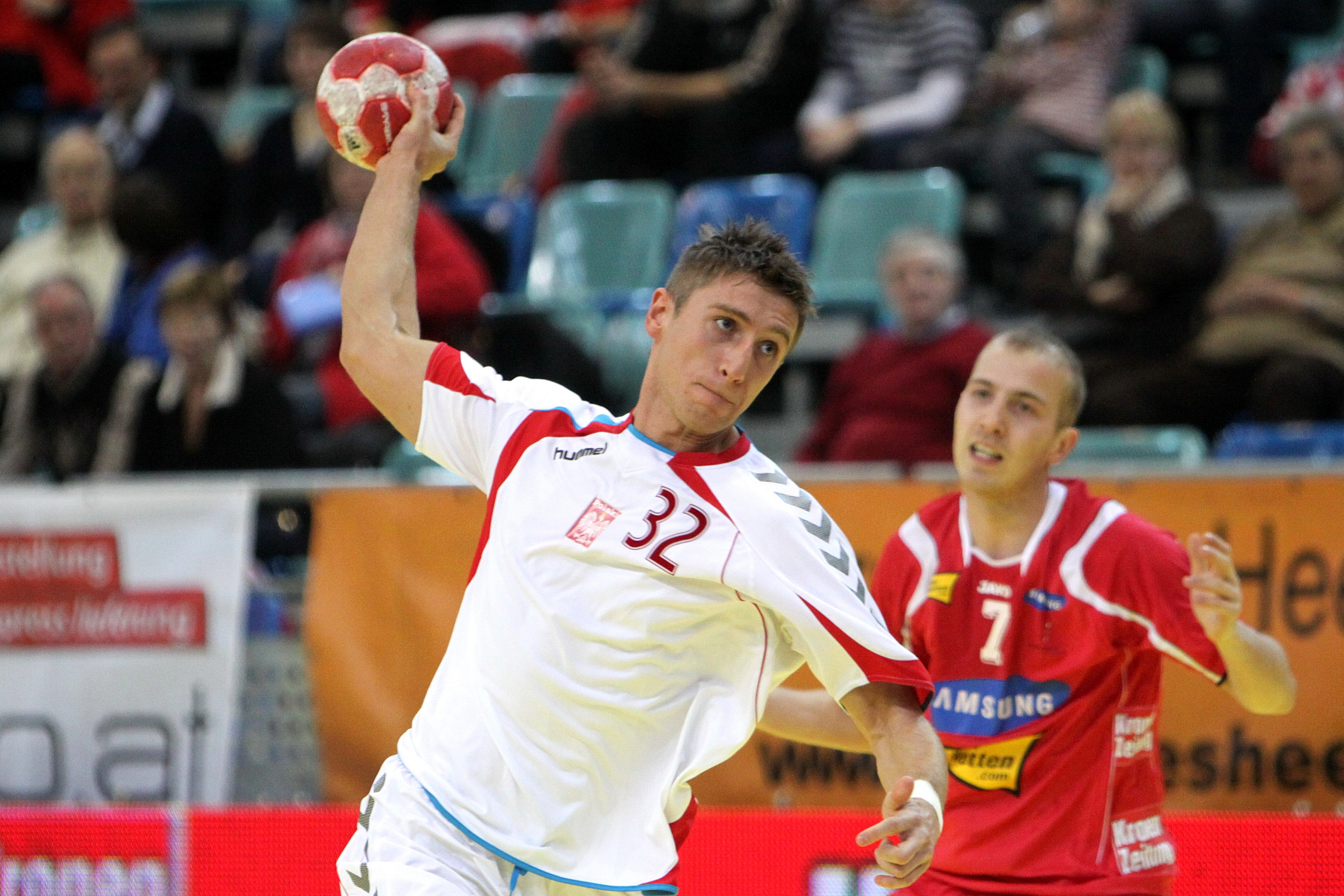
Tomasz Rosiński (2010)

Tomasz Rosiński (* 24. Februar 1984 in Ostrów Wielkopolski) ist ein ehemaliger polnischer Handballspieler.

## Karriere
Der 1,90 Meter große linke Außenspieler stand ab 2005 bei KS Vive Targi Kielce unter Vertrag. Mit Kielce gewann er 2009, 2010, 2012, 2013, 2014 und 2015 die Meisterschaft sowie 2006, 2009, 2010, 2011, 2012, 2013, 2014 und 2015 den Pokal. In der EHF Champions League 2012/13 erreichte er das Final Four und wurde Dritter. Zuvor spielte er bei MOSiR Zabrze und WKS Śląsk Wrocław. In der Saison 2015/16 lief er für SPR Chrobry Głogów auf. Nachdem Rosiński sich zum Anfang der Spielzeit eine schwere Knieverletzung zuzog, musste er den Rest der Saison pausieren. Im Sommer 2016 wurde sein Vertrag mit Głogów im beiderseitigen Einvernehmen aufgelöst und er beendete aufgrund von Knieproblemen seine Karriere.
Tomasz Rosiński stand im Aufgebot der polnischen Nationalmannschaft, so für die Handball-EM 2010 und die Weltmeisterschaft 2011. Rosiński bestritt 45 Länderspiele, in denen er 85 Tore erzielte.

## Sonstiges
Seine Ehefrau Marta Rosińska spielte ebenfalls Handball.